# PQR-kultur
PQR-kultur är ett åländskt bokförlag.

## Utgivna böcker i urval
- Blues från ett krossat världshus - Sonja Nordenswan, nominerad till Nordiska rådets litteraturpris 2011.[1]
- Den stora behandlingen - Leo Lundberg
- Det flög en kråka över Bomarsund - Isela Valve
- Det har varit kallt i Madrid - Agneta Ara, 2007, nominerad till Finlandiapriset.[2][3]
- Det är rätt att göra uppror - Ulf Modin
- En föglöemigrant - Hjördis M Sundblom
- Forma tankar - Ingmar Lundberg och Erik Andersson
- Fångtransport nr 86 - Leo Löthman
- Guds lilla barnaskara - Krister Lumme
- Isnätter - Leo Löthman
- Knollan: en kosaga - Joel Pettersson (redaktör Ralf Svenblad).
- Kuriren - Broge Wilén
- Loggbok - Osmo Lehmuskallio (redaktör Sven-Olof Lindfors)
- Måndagsmorgon - Joel Pettersson (illustrationer Jonas Wilén, redaktör Ralf Svenblad)
- Never Humlan - Tom Johans
- Och utanför rasade stormen - Karl-Erik Bergman
- Runar Salminen: diktare i ord och trä - Ralf Nordgren och Johan Nordgren
- Skyddad Natur - Håkan Kulves
- Stad i skugga - Sten-Erik Abrahamsson
- Stadens döttrar - Sten-Erik Abrahamsson
- Stjärnorna har stuckit hål på himlen - Carina Karlsson
- Tangofästningen - Leo Löthman
- Tidlöst i tiden - Gunvor Javén
- Transportflotte Speer - Leo Löthman, nominerad till Nordiska rådets litteraturpris 2012.[4]
- Tvivlaren - Kister Lumme
- Till alla, alla, alla ... - Joel Pettersson (redaktör Ralf Svenblad)
- Valdemar Präst - Isela Valve
- Vankikuljetus N:O 86 - Leo Löthman
- Vargtassen - Broge Wilén
- Återsken - Gunilla de Besche, Carolin Berglund, Agneta Ulfsäter-Troell